# Peerapat Notchaiya
Peerapat Notchaiya (thailändisch พีระพัฒน์ โน๊ตชัยยา, * 4. Februar 1993 in Ayutthaya), auch als Bas (thailändisch บาส) bekannt, ist ein thailändischer Fußballspieler.

## Karriere

### Verein
Peerapat Notchaiya erlernte das Fußballspielen bei der Schulmannschaft der Suphanburi Sports School in Suphanburi sowie der Jugendmannschaft des Erstligisten Police United in Bangkok. Seinen ersten Vertrag unterschrieb er 2012 in der Hauptstadt beim BEC–Tero Sasana FC, einem Verein, der in der ersten Liga des Landes, der Thai Premier League, spielte. Mit BEC gewann er 2014 den Thai League Cup. Das Endspiel gegen Buriram United gewann BEC mit 2:0. Für BEC bestritt er 96 Spiele. Die Rückserie 2016 wurde er an Muangthong United, ebenfalls einem Erstligisten, ausgeliehen. Mit dem Verein aus Pak Kret wurde er am Ende der Saison thailändischer Meister. Nach 6-monatiger Ausleihe wurde er 2017 fest verpflichtet. 2016 und 2017 gewann er mit SCG den Thai League Cup. Den Thailand Champions Cup gewann er 2017. Das Spiel gegen den Sukhothai FC wurde mit 5:0 gewonnen. Bis 2018 bestritt er 68 Spiele für Muangthong. 2019 wechselte er zum Ligakonkurrenten Bangkok United. 2023 wurde er mit dem Hauptstadtverein Vizemeister. Am 28. Mai 2023 stand er mit dem Verein im Finale des thailändischen Pokals. Hier unterlag man dem Erstligisten Buriram United mit 0:2. Am 5. August 2023 gewann er mit Bangkok United den thailändischen Super Cup. Das Spiel gegen den Meister Buriram United im Rajamangala Stadium gewann man mit 2:0. Am Ende der Saison 2023/24 feierte er mit dem Verein die Vizemeisterschaft. Am 15. Juni 2024 gewann er mit Bangkok United den FA Cup. Das Endspiel gegen den Zweitligisten Dragon Pathumwan Kanchanaburi FC gewann man im Elfmeterschießen. Am Ende der Saison 2024/25 feierte er mit Bangkok seine dritte Vizemeisterschaft. Nach 157 Ligaspielen wurde sein Vertrag im Sommer 2025 nicht verlängert. Im Juni 2025 unterschrieb Notchaya in Kanchanaburi einen Vertrag beim Erstligaaufsteiger Kanchanaburi Power FC.

### Nationalmannschaft
Peerapat Notchaiya spielte von 2011 bis 2012 zehn Mal in der thailändischen U-19–Nationalmannschaft. Von 2012 bis 2016 stand er 16 Mal für die U-23–Nationalmannschaft auf dem Spielfeld. Seit 2013 spielt er in der thailändischen Nationalmannschaft. Sein Länderspieldebüt in der thailändischen Nationalmannschaft gab er am 15. Juni 2013 in einem Freundschaftsspiel gegen China. 2016 gewann er mit der Mannschaft die Südostasienmeisterschaft.

## Erfolge

### Verein
BEC Tero Sasana FC
- Thailändischer Ligapokalsieger: 2014

Muangthong United
- Thailändischer Meister: 2016
- Thailändischer Ligapokalsieger: 2016, 2017
- Thailand Champions Cup: 2017

Bangkok United
- Thailändischer Vizemeister: 2022/23, 2023/24, 2024/25
- Thailändischer Pokalsieger: 2023/24
- Thailändischer Pokalfinalist: 2022/23
- Thailändischer Supercup-Sieger: 2023

### Nationalmannschaft
Thailand
- Südostasienmeisterschaft: 2016